# 天水圍游泳池

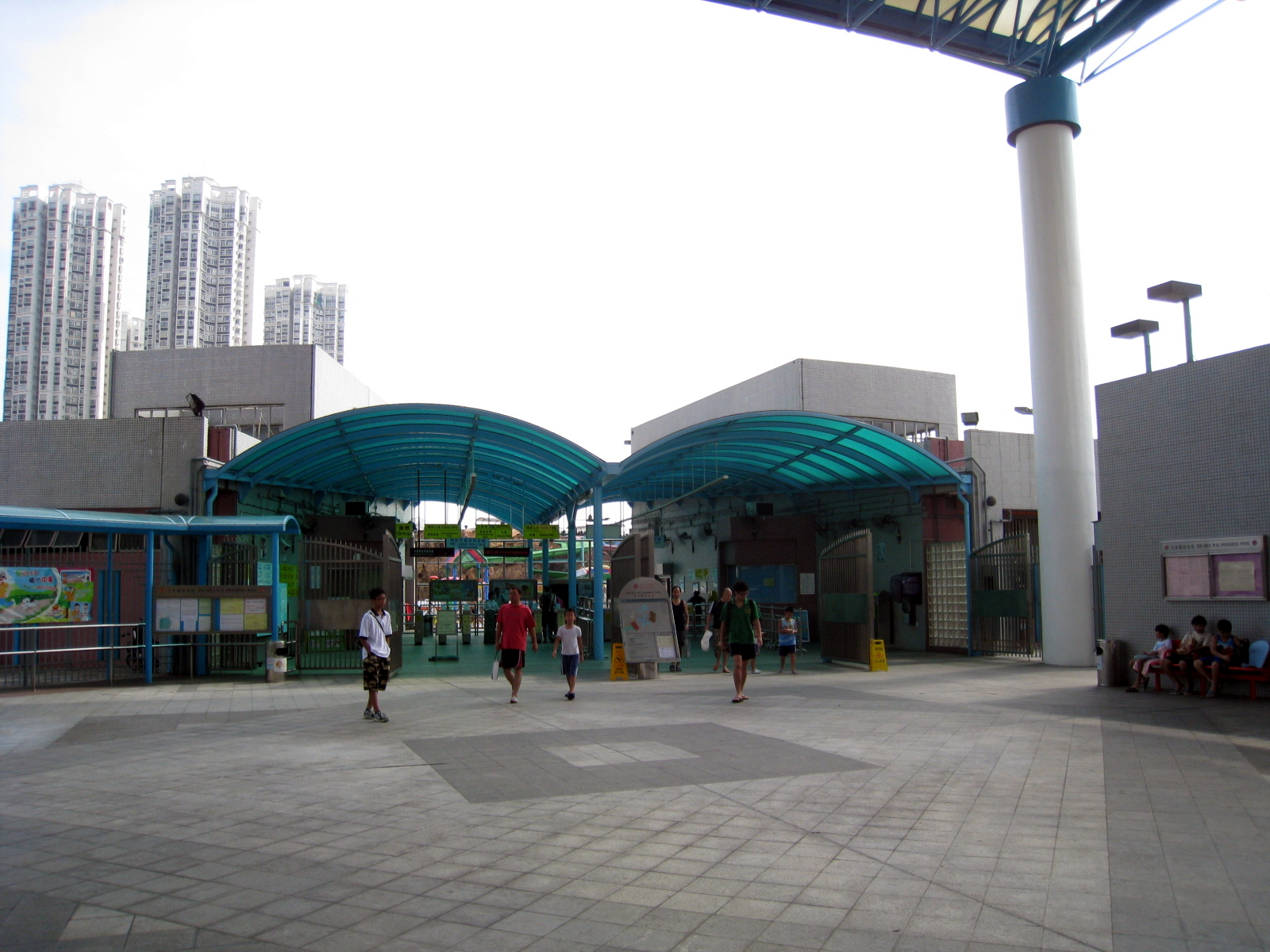
天水圍游泳池入口

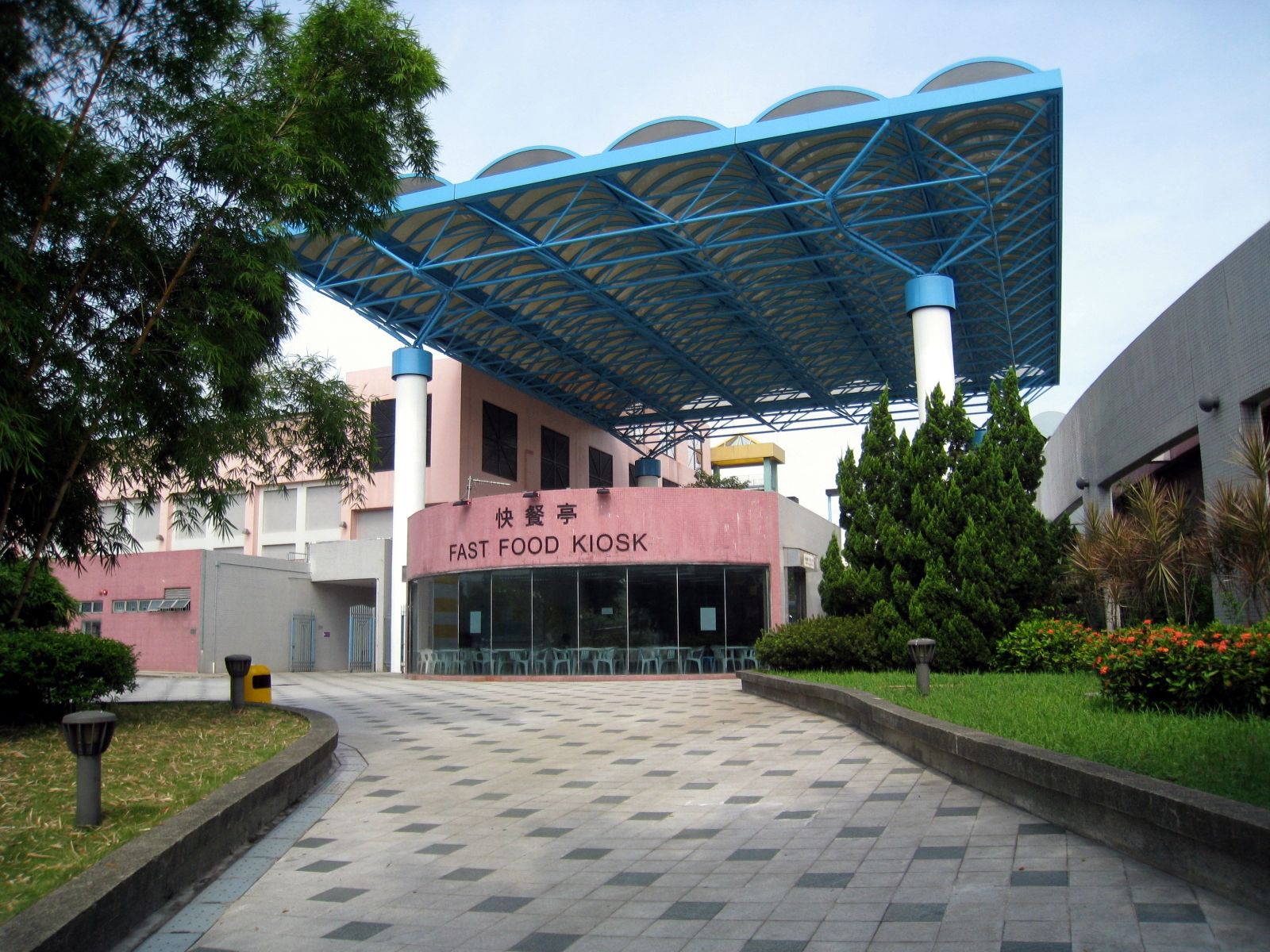
游泳池快餐亭

天水圍游泳池（英語：Tin Shui Wai Swimming Pool）位處香港元朗區天水圍天柏路1號，於1995年7月22日啟用，由康樂及文化事務署管理，而該泳池就近天慈邨和天耀邨。
游泳池位於天水圍市中心天水圍體育館旁，游泳池內設有嬉水設施，假石山上有3條滑水梯。游泳池旁設有臥椅，供民眾享受日光浴。
於2015年夏季，康樂及文化事務署旗下各公眾游泳池入場費之一般收費為每位17（星期一至五，公眾假期除外）或19港元（星期六、日及公眾假期）。特惠收費（年滿60歲長者、3至13歲兒童、全日制學生、殘疾人士和一名陪同者）則為每位8或9元。3歲以下幼童免費。另備公眾游泳池月票，成人收費300元、特惠收費$150元。
雖然本游泳池主要設計為供兒童嬉水玩樂之用，但需注意12歲以下兒童如沒有成人陪同，不得進入或使用泳池。

## 場內設備
場內設有訓練池、習泳池、遊樂池/嬉水池、滑水梯（共3條、限高於1.3米及身體狀況良好者使用）、日光浴場、池畔休息座椅、家庭更衣室。場外設有快餐店。
男、女更衣室內設廁所、淋浴間（不提供淋浴露或洗頭水等清潔用品）、掛牆式頭髮烘乾吹風機、更衣長椅及大量儲物櫃（需以$5硬幣作上鎖用，用後將退還；泳池入閘機外設自動紙幣（$10／$20）兌換硬幣機）。
殘疾人士專用設施: 方便通往池面的無阻通道、更衣室、洗手間。

## 開放時間
| 夏季開放時間表（4月至10月）                                                                                | 夏季開放時間表（4月至10月） | 夏季開放時間表（4月至10月） |
| --- | --------------------------- | --------------------------- |
| 第一節：上午6時30分至中午12時                                                                              | 第二節：下午1時至6時30分    | 第三節：晚上7時30分至10時   |
| 暫停開放時間：中午12時至下午1時及下午6時30分至7時30分                                                      |                             |                             |
| 配合每年維修工程的暫停開放時間                                                                             |                             |                             |
| 11月1日至翌年3月31日                                                                                       |                             |                             |
| 每周大清潔行動                                                                                             |                             |                             |
| 本公眾游泳池逢星期四進行一次大清潔行動，時間為上午10時至第二節開放時段完結為止，而泳池會於同日第三節重開。 |                             |                             |

## 附近建築物
- 天水圍體育館
- 天水圍公園
- 輕鐵天湖站
- 天慈邨

## 外部連結
- 康樂及文化事務署－天水圍游泳池 （页面存档备份，存于）